# 驚悚片

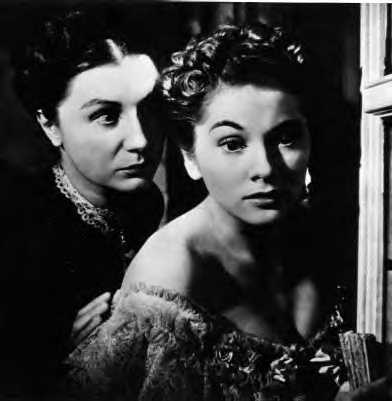
惊悚片的一个常见主题就是无辜受害者应对疯狂对手。例如在希区柯克的电影《蝴蝶梦》（1940年）中，丹弗斯夫人试图说服德文特夫人跳楼自杀。

惊悚片或惊悚电影（英語：Thriller Film），也被称为“悬念电影（Suspense Film）”或“悬念惊悚（Suspense Thriller）”，这是一种广泛的电影类型，涉及观影者的兴奋感和悬念感。 悬念元素常常出现在此类电影的情节中，特别是惊悚片类型制片人非常热衷于这一元素。惊悚片的戏剧张力在于通过一些观众认为是不可避免的事情以及通过一些恐吓和逃避不可避免事情的场景来建立紧张感。
打斗或追逐场景是向观众掩盖剧情重要情节的常用方式。典型的惊悚片里，生命是常常受到威胁的。例如当主角还没有意识到他们正在进入危险境地。惊悚片的角色之间往往会彼此发生内讧或与外部发生冲突，而这种冲突也有可能是抽象的。主角通常被设定成是因为一次逃避、一次任务或一次神秘事件而进入到剧情中。
惊悚片往往会与其他电影类型进行混搭，常见的混搭电影类型有：动作惊悚片、冒险惊悚片、科幻惊悚片、心理驚悚、懸疑驚悚等。惊悚片与恐怖片有着密切的联系，两者都擅长制造紧张的戏剧张力。但是在某些细节方面还是有所区别的，例如在探案主题里，惊悚片很少将重点放在侦探或罪犯身上，而是用在营造悬念上。而两者共同的主题都有恐怖主义、政治阴谋、因恋情或三角恋而引发的谋杀等。
2001年，美国电影学会评选了“史上100部美国‘最惊心动魄’和‘最刺激肾上腺素’的电影”。

### 脚注
1. ↑  Konigsberg 1997，第421頁
2. ↑  Konigsberg 1997，第404頁
3. 1 2 3  Dirks, Tim. . Filmsite.org.   [2010-07-25]. （原始内容存档于2010-07-22）. （页面存档备份，存于）
4. ↑  . American Film Institute. 2001. （原始内容存档于2017-01-01）. （页面存档备份，存于）